# マケマケ

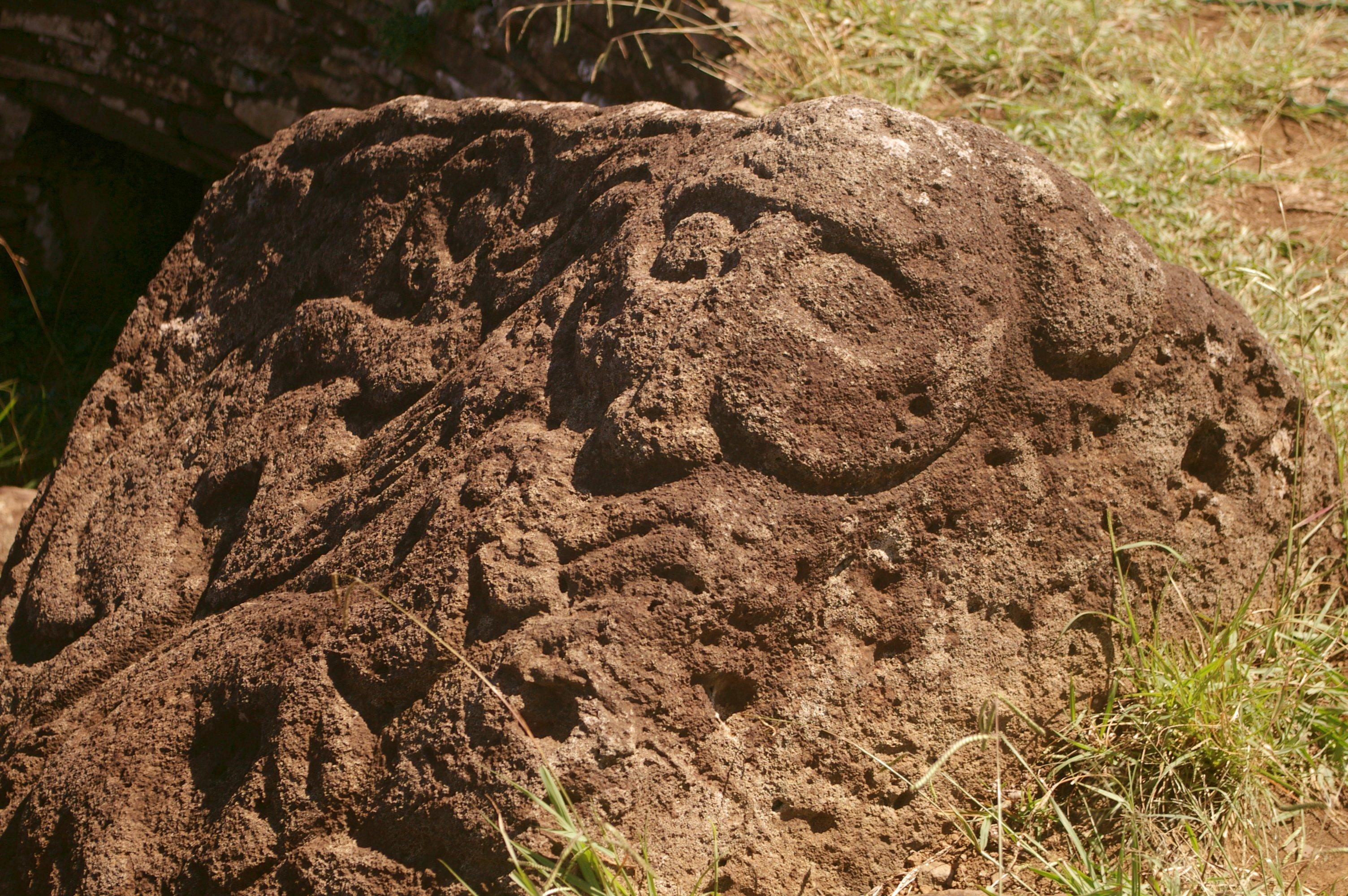
赤いスコリアに彫られたマケマケと2人の鳥人

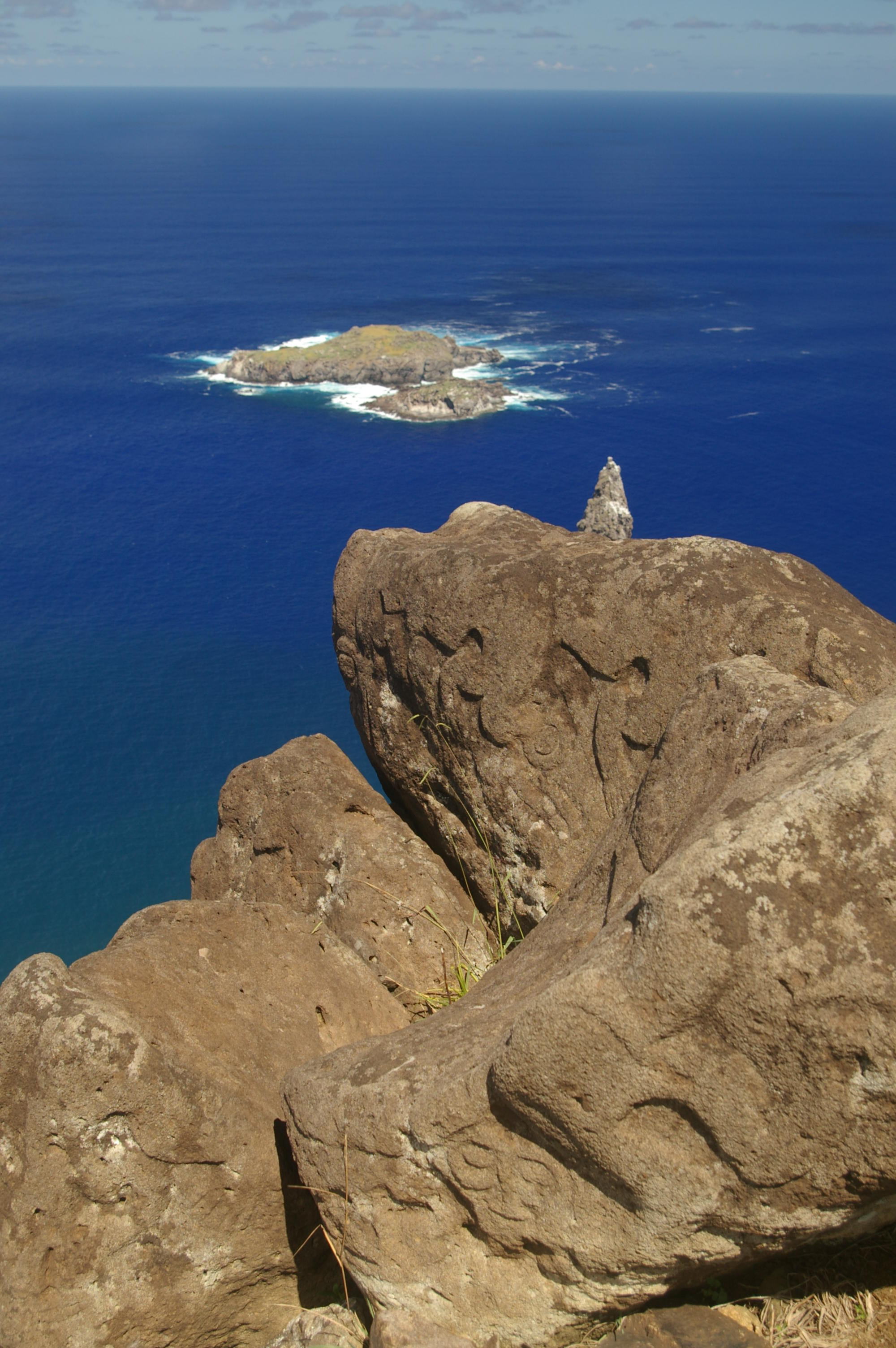
オロンゴ（Orongo）にあるペトログリフ。2人の鳥人に持ち上げられたマケマケ

マケマケ（ラパ・ヌイ語:Makemake、発音[ˈmɑkeˈmɑke]）とはイースター島のラパ・ヌイ神話（Rapa Nui mythology）において、人間を創造した神。豊穣の神でもあり、またタンガタ・マヌ（Tangata manu）すなわち鳥人信仰（モアイ以前の時代に盛んだった信仰）における最高神でもある。綴りは"Make-make"、"MakeMake"とも。
イースター島のペトログリフ（岩面彫刻）には、マケマケを主題としたものがよく見られる。
冥王星型天体であるマケマケ（2005 FY9）はマケマケにちなんで名付けられた。
競走馬のマケマケ(地方競馬136戦9勝[9-15-14-98]）は冥王星型天体であるマケマケからちなんで名付けられている。